# Michaela Ábelová
Michaela Ábelová (Trnava, 27 agosto 1985) è un'ex cestista slovacca.

## Carriera
Con la Slovacchia ha disputato i Campionati europei del 2011.